# Stefano Papi
Stefano Papi (Florence, 1667-après 1731) est un peintre italien qui fut actif pendant la période baroque, principalement dans sa ville natale de Florence, et spécialisé en quadratura.

## Biographie
Fils de Santi Papi et de Costanza d'Agnolo Cavalieri, Stefano Papi est né à Florence le 26 décémbre 1667. Il a été l'élève de Jacopo Chiavistelli et a collaboré avec des peintres de la même école. Avant 1688 il maria Francesca di Giovanni Tinchi et, après sa mort, en 1708 il se re-maria avec Margherita di Giovanni Linder. Du premier mariage il eut en 1688 un fils, Domenico Maria, qui devint peintre lui aussi, tel que son fils, Francesco Maria, né en 1720 hors de Florence, et son grand-fils, Cammillo Maria, né à Florence en 1749 et mort en 1826.  
Avec Giuseppe Tonelli le 16 juin 1699 Stefano signa un contrat à Florence avec le marquis Fabio Feroni pour la réalisation de la  décoration de villa Bellavista, près de Borgo a Buggiano en collaboration avec Rinaldo Botti et Andrea Landini.
En 1703, il participe avec une équipe comprenant Giuseppe Tonelli, Lorenzo del Moro, Rinaldo Botti et Landini  à la décoration de la Villa di Lappeggi appartenant au cardinal Francesco Maria de' Medici,  ainsi qu'un « soprapporto nel Caffeaus ».
Pendant cette année 1703 il collabore avec Giuseppe Tonelli, dans l'église du couvent de Santa Maria di Candeli où il réalise au-dessus de l'intérieur de la porte principale un trompe-l'œil qui s'intègre parfaitement aux éléments environnants « tanto al vero un occhio tondo, o finestra con stucchi intorno, che ognuno resta ingannato credendola vera ».
En 1706 il s'inscrit à l’Académie du dessin de Florence et en 1728 il est chargé de peindre un carton pour les bords ornementaux des arazzi (tapisserie) représentant les quatre parties du Monde que Giovanni Camillo Sagrestani avait réalisé pour l’Arazzeria (atelier de tapisserie) grand-ducale.
Stefano était encore en vie en 1731, car en juillet son nom fut balloté dans une éléction chez l'Académie du dessin de Florence mais on ne connait pas l'an de sa mort.

## Autres œuvres
- Décoration de villa Bellavista près de Borgo a Buggiano (1699) avec Giuseppe Tonelli ;
- Décoration de l'église du couvent Santa Maria di Candeli à Florence ;
- Sant'Agostino Cardioforo Benedicente (1703), église Santa Maria di Candeli.